# Gabriel Éliès
Gabriel Éliès, écrit parfois Héliès, en breton Biel Elies, est né à Portsall le 6 septembre 1910 et est mort  le 9 avril 1978, à l'âge de 67 ans, à l'hôpital d'instruction des armées de Brest. Il est enterré à Lampaul-Ploudalmezeau. Il a été prêtre, directeur d'école à Saint-Pabu et écrivain en breton sous le nom de Mab an Dig (le fils - mab - de Marie ou Maridig, abrégé en an Dig).

## Biographie
Il naît à Portsall en 1910, puis il grandit dans une petite ferme de Lampaul-Ploudalmézeau. Sa famille de condition très modeste lui apprend la valeur du travail, et lui transmet le breton comme richesse. Il entre au séminaire et est ordonné prêtre en 1935. Il collaborera à plusieurs revues chrétiennes bretonnes, et en 1936 il lança le Kannadig Sant-Pabu (bulletin paroissial de Saint-Pabu). 
Mobilisé comme beaucoup de compatriotes en 1939, il est fait prisonnier de guerre et est détenu en Allemagne pendant cinq années (de 1940 à 1945). 
En 1954, il est nommé aumônier de l'armée de l'air au Maghreb, et est affecté en Tunisie, au Maroc et en Algérie ; l'éloignement de sa Bretagne natale fortifia son identité bretonne, et le mal du pays le poussa vers l'écriture. 
Nommé à Tours puis à Rome, il devient chanoine en 1965. Il revient alors dans le Léon qui l'a vu naître. Toujours sous le nom d'auteur Mab an Dig, il poursuit l'écriture de textes et de poèmes, principalement  en langue bretonne, de grande qualité, dont plusieurs inédits, représentatifs de différentes périodes de sa vie. Il écrit notamment sur sa vie de prêtre à Saint-Pabu, note ses observations sur les faiblesses de ses paroissiens et les fustige avec humour ; il consigne ses réflexions sous la forme de conversations avec Monig, l'employée du presbytère.
Impliqué dans la vie locale, il a fondé en 1963 le club sportif de football Avel Vor de Saint-Pabu (le stade de football de Saint-Pabu porte son nom). Après avoir été instituteur à Morlaix, il a été directeur de l'école privée Saint Martin à Saint Pabu. Il faisait partie du Bleun Brug, et devint druide de la Gorsedd de Bretagne en 1970.

## Publications
- Kizier-noz Sant-Pabu (chat de nuit à Saint-Pabu) - éditions Emgleo Breiz 1959 - en breton
- Bedig Mab an Dig, Eur choaz euz e skridou brezoneg (le petit monde de Mab an dig, une sélection de petits textes en breton), Préface de Visant Sèité - éditions Emgleo Breiz 
  - volume 1 (1988)  (ISBN 978-2-900828-55-7)
  - volume 2 (1989)  (ISBN 978-2-900828-56-4)
  - volume 3 (2013)  (ISBN 978-2-35974-061-5)
- Le petit monde de Biel Elies, traduction en français de Mikael Madeg - éditions Embann Kêredol 2013 -  (ISBN 978-2-917520-26-0)